# New Zealand Breakers
Maillots
Les New Zealand Breakers sont un club néo-zélandais de basket-ball basé à Auckland. C'est le premier club non australien à avoir été convié a disputer la National Basketball League, le plus haut niveau en Australie. Ils sont, avec les Hunter Pirates, l'un des deux clubs à avoir profité de l'extension de la ligue en 2003.
L'équipe est définie comme étant représentative de la nation néo-zélandaise dans cette compétition australienne. Beaucoup de Tall Blacks (l'équipe nationale) ont joué dans cette équipe. Il en est de même pour plusieurs joueurs depuis en National Basketball League néo-zélandaise  (qui porte paradoxalement le même nom que la ligue australienne).

## Palmarès
- Champion NBL : 2011, 2012, 2013, 2015

## Entraîneurs successifs
- Oct. 2003-déc. 2003 :  Jeff Green
- Déc. 2003-2015 :  Frank Arsego
- 2005-2013 :  Andrej Lemanis
- 2013-2016 :  Dean Vickerman
- 2016-2018 :  Paul Henare
- 2018-2019 :  Kevin Braswell
- 2019- :  Dan Shamir

## Maillots retirés
- Pero Cameron
- Phill Jones
- Dillon Boucher
- Mike Chappell
- Lindsay Tait
- Brian Green
- Rich Melzer